# NGC 2284
NGC 2284 je četverostruka zvijezda  u zviježđu Blizancima. 

## Vanjske poveznice
- SEDS: NGC 2284